# Giulio Cesare Colonna di Sciarra, II principe di Carbognano
Giulio Cesare Colonna di Sciarra, II principe di Carbognano (Palestrina, 1602 – Roma, 17 gennaio 1681), è stato un nobile italiano.

## Biografia

### Infanzia
Figlio di Francesco Colonna di Sciarra, I principe di Carbognano e di sua moglie, Ersilia Sforza di Valmontone, Giulio Cesare nacque nella residenza di suo padre a Palestrina nel 1602.

### Principe di Carbognano
Alla morte di suo padre nel 1636, venne chiamato a succedergli al principato di Carbognano e nel 1671 venne nominato cavaliere dell'Ordine del Toson d'oro per i servizi d'arme nei confronti della Spagna.

### Primo matrimonio
Nel maggio del 1621, su impulso di suo padre, giovanissimo, sposò a Parma la principessa Isabella Farnese (13 aprile 1600 - 11 novembre 1645), figlia naturale del duca Ranuccio I Farnese.

### Carriera militare
Sfruttando il prestigioso matrimonio che contrasse con la figlia naturale del duca Ranuccio I Farnese, rimase legato alle principali famiglie aristocratiche romane ed alla corte pontificia di cui fece parte, nell'esercito, come comandante militare, prendendo parte alla Guerra di Castro.

### Secondo matrimonio
Rimasto vedovo della prima moglie nel 1645, Giulio Cesare si risposò nel 1647 con Margherita Ravignani Sforza Manzuoli, (? - 13 luglio 1690), figlia del conte Francesco Maria di Bagnolo, già vedova di Francesco Cesi, signore di Cantalupo. Dal matrimonio non nacquero eredi.

### Morte
Morì a Roma il 17 gennaio 1681.

## Discendenza
Giulio Cesare e la principessa Isabella Farnese ebbero i seguenti eredi:
- Alessandro (m. 9 luglio 1673),[1] duca di Bassanello, rinunciò ai propri titoli nel 1656 per divenire sacerdote;
- Stefano (m. 11 maggio 1673),[1] duca di Bassanello dal 1656, sposò Lucrezia Colonna di Paliano, ma non ebbe eredi;
- Artemisia (m. 30 dicembre 1676),[1] sposò il 3 marzo 1647 Ludovico Sforza di Santa Fiora, II duca di Onano (1618 - 1685);
- Chiara, monaca in S. Maria in Campo Marzio;[1]
- Egidio[1] (1631 - 1686), III principe di Carbognano, sposò in prime nozze (1672) Tarquinia Paluzzi Altieri e in seconde nozze (1676) Anna Vittoria Altieri.

## Ascendenza
|                                                             |                                       |                                            | Genitori                                          |  |  | Nonni |  |  | Bisnonni                                          |  |  | Trisnonni                                           |  |
|                                                             |                                       |                                            |                                                   |  |  |       |  |  | Stefano Colonna di Sciarra, signore di Palestrina |  |  | Francesco Colonna di Sciarra, signore di Palestrina |  |
|                                                             |                                       |                                            |                                                   |  |  |       |  |  | Stefano Colonna di Sciarra, signore di Palestrina |  |  | Francesco Colonna di Sciarra, signore di Palestrina |  |
|                                                             |                                       | Orsina Orsini                              |                                                   |  |  |       |  |  | Stefano Colonna di Sciarra, signore di Palestrina |  |  |                                                     |  |
| Giulio Cesare Colonna di Sciarra, I principe di Palestrina  |                                       |                                            |                                                   |  |  |       |  |  | Stefano Colonna di Sciarra, signore di Palestrina |  |  |                                                     |  |
|                                                             |                                       | Elena Franciotti                           | Niccolò Franciotto, signore di Gallese            |  |  |       |  |  |                                                   |  |  |                                                     |  |
|                                                             |                                       | Elena Franciotti                           | Niccolò Franciotto, signore di Gallese            |  |  |       |  |  |                                                   |  |  |                                                     |  |
|                                                             |                                       | Elena Franciotti                           | Laura Migliorati Orsini                           |  |  |       |  |  |                                                   |  |  |                                                     |  |
| Francesco Colonna di Sciarra, I principe di Carbognano      |                                       | Elena Franciotti                           |                                                   |  |  |       |  |  |                                                   |  |  |                                                     |  |
|                                                             |                                       | Niccolò Orsini, IX conte di Pitigliano     | Giovan Francesco Orsini, VIII conte di Pitigliano |  |  |       |  |  |                                                   |  |  |                                                     |  |
|                                                             |                                       | Niccolò Orsini, IX conte di Pitigliano     | Giovan Francesco Orsini, VIII conte di Pitigliano |  |  |       |  |  |                                                   |  |  |                                                     |  |
|                                                             |                                       | Niccolò Orsini, IX conte di Pitigliano     | Ersilia Caetani                                   |  |  |       |  |  |                                                   |  |  |                                                     |  |
| Artemisia Orsini di Pitigliano                              |                                       | Niccolò Orsini, IX conte di Pitigliano     |                                                   |  |  |       |  |  |                                                   |  |  |                                                     |  |
|                                                             |                                       | Livia Orsini                               | Giovanni Antonio Orsini, conte di Nerola          |  |  |       |  |  |                                                   |  |  |                                                     |  |
|                                                             |                                       | Livia Orsini                               | Giovanni Antonio Orsini, conte di Nerola          |  |  |       |  |  |                                                   |  |  |                                                     |  |
|                                                             |                                       | Livia Orsini                               | Cornelia di Capua                                 |  |  |       |  |  |                                                   |  |  |                                                     |  |
| Giulio Cesare Colonna di Sciarra, II principe di Carbognano |                                       | Livia Orsini                               |                                                   |  |  |       |  |  |                                                   |  |  |                                                     |  |
|                                                             | Mario Sforza, IX conte di Santa Fiora | Bosio II Sforza, VIII conte di Santa Fiora |                                                   |  |  |       |  |  |                                                   |  |  |                                                     |  |
|                                                             | Mario Sforza, IX conte di Santa Fiora | Bosio II Sforza, VIII conte di Santa Fiora |                                                   |  |  |       |  |  |                                                   |  |  |                                                     |  |
|                                                             | Mario Sforza, IX conte di Santa Fiora | Costanza Farnese                           |                                                   |  |  |       |  |  |                                                   |  |  |                                                     |  |
| Federico Sforza, signore di Valmontone                      | Mario Sforza, IX conte di Santa Fiora |                                            |                                                   |  |  |       |  |  |                                                   |  |  |                                                     |  |
|                                                             |                                       | Fulvia Conti, signora di Valmontone        | Giambattista conti, conte di Segni                |  |  |       |  |  |                                                   |  |  |                                                     |  |
|                                                             |                                       | Fulvia Conti, signora di Valmontone        | Giambattista conti, conte di Segni                |  |  |       |  |  |                                                   |  |  |                                                     |  |
|                                                             |                                       | Fulvia Conti, signora di Valmontone        | Livia Colonna                                     |  |  |       |  |  |                                                   |  |  |                                                     |  |
| Ersilia Sforza di Valmontone                                |                                       | Fulvia Conti, signora di Valmontone        |                                                   |  |  |       |  |  |                                                   |  |  |                                                     |  |
|                                                             |                                       | Virginio Orsini, I duca di San Gemini      | Ferdinando Orsini, IV duca di Gravina             |  |  |       |  |  |                                                   |  |  |                                                     |  |
|                                                             |                                       | Virginio Orsini, I duca di San Gemini      | Ferdinando Orsini, IV duca di Gravina             |  |  |       |  |  |                                                   |  |  |                                                     |  |
|                                                             |                                       | Virginio Orsini, I duca di San Gemini      | Maria Castriota Scanderbegh                       |  |  |       |  |  |                                                   |  |  |                                                     |  |
| Beatrice Orsini di San Gemini                               |                                       | Virginio Orsini, I duca di San Gemini      |                                                   |  |  |       |  |  |                                                   |  |  |                                                     |  |
|                                                             |                                       | Ersilia Orsini di Pitigliano               | Ludovico Orsini, VII conte di Pitigliano          |  |  |       |  |  |                                                   |  |  |                                                     |  |
|                                                             |                                       | Ersilia Orsini di Pitigliano               | Ludovico Orsini, VII conte di Pitigliano          |  |  |       |  |  |                                                   |  |  |                                                     |  |
|                                                             |                                       | Ersilia Orsini di Pitigliano               | Giulia Conti                                      |  |  |       |  |  |                                                   |  |  |                                                     |  |
|                                                             |                                       | Ersilia Orsini di Pitigliano               |                                                   |  |  |       |  |  |                                                   |  |  |                                                     |  |